# Upper Austria Ladies Linz 2019
Upper Austria Ladies Linz 2019 byl tenisový turnaj pořádaný jako součást ženského okruhu WTA Tour, hraný na krytých dvorcích s tvrdým povrchem DecoTurf stadionu TipsArena Linz. Probíhal mezi 7. až 13. říjnem 2019 v rakouském Linci jako třicátý třetí ročník turnaje.
Turnaj s rozpočtem 250 000 dolarů patřil do kategorie WTA International. Nejvýše nasazenou hráčkou ve dvouhře se stala osmá tenistka světa Kiki Bertensová z Nizozemska. Jako poslední přímá účastnice do dvouhry nastoupila 81. hráčka žebříčku Češka Kristýna Plíšková.
Premiérový singlový titul na okruhu WTA Tour vybojovala Američanka Coco Gauffová, která se v 15 letech stala nejmladší šampionkou turnaje WTA od výhry Nicole Vaidišové na Tashkent Open 2004. Bodový zisk ji poprvé posunul do elitní světové stovky. Čtvrtou společnou trofej ze čtyřhry získala česká dvojice Barbora Krejčíková a Kateřina Siniaková.

## Distribuce bodů a finančních odměn

### Distribuce bodů
| Soutěž  | vítězky | finalistky | semifinalistky | čtvrtfinalistky | 16 v kole | 32 v kole | Q  | Q2 | Q1 |
| ------- | ------- | ---------- | -------------- | --------------- | --------- | --------- | -- | -- | -- |
| dvouhra | 280     | 180        | 110            | 60              | 30        | 1         | 18 | 12 | 1  |
| čtyřhra | 280     | 180        | 110            | 60              | 1         | —         | —  | —  | —  |

### Finanční odměny
| Soutěž                              | vítězky  | finalistky | semifinalistky | čtvrtfinalistky | 16 v kole | 32 v kole | Q2    | Q1    |
| ----------------------------------- | -------- | ---------- | -------------- | --------------- | --------- | --------- | ----- | ----- |
| dvouhra                             | 34 677 € | 17 258 €   | 9 274 €        | 4 980 €         | 2 742 €   | 1 694 €   | 823 € | 484 € |
| čtyřhra                             | 9 919 €  | 5 161 €    | 2 770 €        | 1 468 €         | 774 €     | —         | —     | —     |
| částka ve čtyřhře je uvedena na pár |          |            |                |                 |           |           |       |       |

## Ženská dvouhra

### Nasazení
| Stát                         | Hráčka                     | WTA | Nasazení |
| ---------------------------- | -------------------------- | --- | -------- |
| Nizozemsko                   | Kiki Bertensová            | 8.  | 1.       |
| Švýcarsko                    | Belinda Bencicová          | 10. | 2.       |
| Lotyšsko                     | Anastasija Sevastovová     | 18. | 3.       |
| Chorvatsko                   | Donna Vekićová             | 22. | 4.       |
| Německo                      | Julia Görgesová            | 27. | 5.       |
| Řecko                        | Maria Sakkariová           | 30. | 6.       |
| Česko                        | Barbora Strýcová           | 34. | 7.       |
| Rusko                        | Jekatěrina Alexandrovová   | 38. | 8.       |
| Rusko                        | Anastasija Pavljučenkovová | 40. | 9.       |
| Žebříček WTA k 30. září 2019 |                            |     |          |

### Jiné formy účasti
Následující hráčky obdržely divokou kartu do hlavní soutěže:
- Kiki Bertensová
- Julia Grabherová
- Barbara Haasová

Následující hráčky si zajistily postup do hlavní soutěže v kvalifikaci:
- Misaki Doiová
- Anna-Lena Friedsamová
- Tamara Korpatschová
- Laura Siegemundová
- Nina Stojanovićová
- Stefanie Vögeleová

Následující hráčky postoupily z kvalifikace jako tzv. šťastné poražené:
- Ysaline Bonaventureová
- Coco Gauffová

### Odhlášení
před zahájením turnaje
- Danielle Collinsová → nahradila ji  Anna Blinkovová
- Camila Giorgiová → nahradila ji  Jeļena Ostapenková
- Petra Kvitová → nahradila ji  Andrea Petkovicová
- Jessica Pegulaová → nahradila ji  Jelena Rybakinová
- Maria Sakkariová → nahradila ji  Coco Gauffová
- Anastasija Sevastovová → nahradila ji  Ysaline Bonaventureová
- Markéta Vondroušová → nahradila ji  Alison Van Uytvancková

### Skrečování
- Kateryna Kozlovová (poranění levé dolní končetiny)[1]

## Ženská čtyřhra

### Nasazení
| Stát                                                                     | Hráčka             | Stát      | Hráčka                | WTA  | Nasazení |
| ------------------------------------------------------------------------ | ------------------ | --------- | --------------------- | ---- | -------- |
| Česko                                                                    | Barbora Krejčíková | Česko     | Kateřina Siniaková    | 17.  | 1.       |
| Polsko                                                                   | Alicja Rosolská    | Česko     | Renata Voráčová       | 87.  | 2.       |
| Německo                                                                  | Laura Siegemundová | Slovinsko | Katarina Srebotniková | 103. | 3.       |
| Rusko                                                                    | Anna Blinkovová    | Japonsko  | Makoto Ninomijová     | 116. | 4.       |
| Žebříček WTA k 30. září 2019; číslo je součtem umístění obou členek páru |                    |           |                       |      |          |

### Jiné formy účasti
Následující páry obdržely divokou kartu do hlavní soutěže:
- Coco Gauffová /  Caty McNallyová
- Barbara Haasová /  Xenia Knollová

Následující pár měl nastoupit z pozice náhradníka:
- Anna-Lena Friedsamová /  Varvara Lepčenková

### Odhlášení
před zahájením turnaje
- Kirsten Flipkensová
- Anna-Lena Friedsamová

## Přehled finále

### Ženská dvouhra
- Coco Gauffová vs.  Jeļena Ostapenková, 6–3, 1–6, 6–2

### Ženská čtyřhra
- Barbora Krejčíková /  Kateřina Siniaková vs.  Barbara Haasová /  Xenia Knollová, 6–4, 6–3